# Mordhau
Pour la technique de demi-épée, voir Mordhau (armes).
 (juin 2019).
Si vous disposez d'ouvrages ou d'articles de référence ou si vous connaissez des sites web de qualité traitant du thème abordé ici, merci de compléter l'article en donnant les références utiles à sa vérifiabilité et en les liant à la section « Notes et références ».
Mordhau est un jeu vidéo de type Hack 'n' slash multijoueur, à la première ou troisième personne, développé par le studio indépendant slovène Triternion. Il met en scène des combats médiévaux.

## Système de jeu
Le jeu consiste à se battre avec un large choix d’armes médiévales, avec des épées, des haches, des masses, ou encore des armes à distance. Différentes techniques sont disponibles pour chacune des armes. Il est possible de choisir avec précision l’orientation des coups de taille avec la souris et de donner des coups d’estoc. Un mode alternatif est disponible sur la plupart des armes. Il permet de tenir l’arme différemment. La parade permet de se protéger des coups adverses.
Chaque coup et parade coûte de l’endurance que le joueur doit apprendre à gérer sous peine de se faire désarmer.

### Mode de jeu
Plusieurs modes de jeux sont disponibles. Le premier est le mode Frontline, qui met en scène des affrontements de deux équipes de 32 joueurs. Chaque équipe doit capturer des zones et remplir des objectifs afin de gagner la partie.
Puis, la Horde où 6 joueurs font équipe contre des vagues d’ennemis contrôlé par l’ordinateur. Viennent ensuite les modes Deathmatch, Team Deathmatch, et Skirmish où deux équipes de 12 joueurs s’affrontent. La partie se déroule en plusieurs manches. L’équipe qui remporte 7 manches gagne le match. Pour les modes de jeu classés, il y a le duel et le 3 v 3.

### Personnalisation
Il est possible de créer ses propres personnages. À chaque fin de partie, le joueur reçoit une somme de pièces d’or permettant de débloquer les armes et éléments cosmétiques.

## Controverse
Triternion a été critiqué pour le manque de modération de sa communauté dont les comportements racistes, sexistes et homophobes ont été dénoncés, notamment par le magazine britannique PC Gamer.